# ريتشارد هاوس
ريتشارد هاوس هو قاضي ومحامي وسياسي أمريكي، ولد في 6 فبراير 1797 في بولينج غرين في الولايات المتحدة، وتوفي في 25 مايو 1877 في باريس في الولايات المتحدة. نشط حزبياً في حزب اليمين والحزب الديمقراطي. وقد انتخب عضو مجلس النواب الأمريكي ‏.